# Det enda laget
Det enda laget är en svensk dokumentärfilm om Gais' supportrar och innehåller bland annat intervjuer med Claes Malmberg, Håkan Hellström och Karl-Alfred Jacobsson. Filmen visades fyra gånger under våren 2012 på Roy, med premiären den 17 februari och den sista visningen den 11 mars.